# (29921) 1999 JE26
A (29921) 1999 JE26 a Naprendszer kisbolygóövében található aszteroida. A LINEAR projekt keretében fedezték fel 1999. május 10-én.